# Temporada de furacões no oceano Atlântico de 1951
A temporada de furacões no oceano Atlântico de 1951 foi a primeira temporada de furacões em que os ciclones tropicais foram oficialmente nomeados pelo Serviço Nacional de Meteorologia dos Estados Unidos. A temporada começou oficialmente em 15 de junho, quando o Administração Oceânica e Atmosférica Nacional começou seu monitoramento diário da atividade de ciclones tropicais; a temporada terminou oficialmente em 15 de novembro. Foi o primeiro ano desde 1937 em que nenhum furacão atingiu os Estados Unidos;Predefinição:U.S. hurricanes como o furacão How foi a única tempestade tropical a atingir a nação, a temporada teve o menor dano de ciclone tropical nos Estados Unidos desde a temporada de 1939. Como na temporada de 1950, nomes do Alfabeto Fonético Conjunto Exército/Marinha foram usados para nomear tempestades nesta temporada.
O primeiro furacão da temporada, Able, formou-se antes do início oficial da temporada; antes da reanálise em 2015, já foi listado como o primeiro grande furacão registrado na bacia do Atlântico. Formou-se em 16 de maio e executou um loop no sentido anti-horário sobre as Bahamas; mais tarde, roçou a costa da Carolina do Norte. Furacão Charlie foi uma furacão poderoso de categoria 4 que atingiu a Jamaica como um grande furacão, matando centenas e se tornando o pior desastre em mais de 50 anos. O furacão mais tarde atingiu o México duas vezes como um grande furacão, produzindo inundações mortais fora de Tampico, Tamaulipas. O furacão mais forte, Easy, passou a sua duração sobre o Oceano Atlântico aberto, ameaçando brevemente as Bermudas, e foi anteriormente listado como uma das relativamente poucos furacões de categoria 5 registados sobre o Oceano Atlântico. Aproximou-se brevemente da categoria 5 e interagiu com o furacão Fox, marcando a primeira ocorrência conhecida de um furacão afetando o caminho de outro.

## Sistemas

### Tempestade Tropical Um
Quando o calendário entrou no ano novo, a ciclogênese ocorreu com uma onda frontal extratropical sobre o oeste do Oceano Atlântico Norte devido a uma baixa fechada se formando em uma cavado de nível médio, que acabou produzindo um centro de baixa pressão na superfície em 2 de janeiro. Navios registraram vendavais moderados de até 60 mph (97 km/h) em conexão com a nova superfície baixa, que formou várias centenas de milhas a leste-sudeste das Bermudas. Embora inicialmente sem atributos tropicais, o ciclone dirigiu-se para sudeste por dois dias antes de curvar-se para sudoeste. Ao fazê-lo, a temperatura do sistema aqueceu em seus níveis mais baixos, fazendo com que o ciclone evoluísse para um sistema mais barotrópico. No final de 4 de janeiro, o sistema encolheu de tamanho e começou a desenvolver um núcleo interno; a reanálise determinou que o sistema se tornou uma tempestade tropical nesse momento, embora provavelmente tenha sido considerado subtropical no início da década de 1970.

### Furacão Able
As origens do primeiro furacão da temporada foram de um cavado que saiu da Costa Leste dos Estados Unidos em 12 de maio. Uma área de baixa pressão desenvolvida em 14 de maio e dois dias depois, evoluiu para um ciclone tropical cerca de 480 km (300 mi) ao sul das Bermudas. Formou-se abaixo de uma baixa de nível superior e, inicialmente, não era totalmente tropical. A depressão seguiu a baixa, inicialmente para o noroeste e depois para o sudoeste. Movendo-se sobre a corrente do Golfo, a depressão se intensificou na tempestade tropical Able em 16 de maio. A tempestade virou para o sul, e os caçadores de furacões relataram que Able se fortaleceu para o status de furacão em 17 de maio na costa da Flórida.
As bandas de chuva externas de Able produziram chuvas leves e alto mar ao longo da costa da Flórida. Mais tarde, passou pelo norte das Bahamas no início de 18 de maio, onde produziu ventos com força de furacão de 85 mph (137 km/h). O furacão mais tarde virou para o norte, fortalecendo-se gradualmente até 21 de maio. Pouco tempo depois, Able passou cerca de 110 km (70 mi) a leste do Cabo Hatteras antes de virar para o leste e atingir seu pico de 140 km/h (90 mph) no início de 22 de maio. Ao longo da costa, o furacão produziu marés altas, mas poucos danos. Able manteve a intensidade do furacão por mais dois dias antes de enfraquecer para uma tempestade tropical no início de 24 de maio. Able se dissipou rapidamente no mesmo dia, embora originalmente tenha sido avaliado como tendo evoluído para um ciclone extratropical em 23 de maio.
Até 2015, Able foi listado como tendo ventos de pico de 185 km/h (115 mph) e foi analisado como sendo o primeiro grande furacão registrado. Tal tempestade seria uma categoria 3 ou superior na escala de furacões de Saffir-Simpson, um sistema desenvolvido e introduzido na década de 1970. Able também foi o furacão mais forte fora da atual temporada de furacões (1 de junho a 30 de novembro). No entanto, uma reanálise por cientistas em 2015 determinou que Able era de fato muito mais fraco do que originalmente listado no HURDAT, o banco de dados oficial que contém informações sobre trilhas e intensidades de tempestades nas regiões do Atlântico e leste do Pacífico Norte. Ele também perdeu sua distinção como o ciclone de pré-temporada mais forte já registrado, sendo o recorde detido por um furacão de categoria 2 em março de 1908. O furacão foi um dos quatro Furacões do Atlântico Norte registrados durante o mês de maio, os outros ocorrendo em 1889, 1908 e 1970.

### Tempestade tropical Baker
Em 2 de agosto, uma onda de leste gerou uma depressão tropical cerca de 1,090 km (680 mi) a nordeste de Barbuda nas Pequenas Antilhas. Moveu-se para o noroeste, fortalecendo-se rapidamente na tempestade tropical Baker. No início de 3 de agosto, a tempestade atingiu ventos de pico de 97 km/h (60 mph), e no dia seguinte passou cerca de 443 km (275 mi) a leste das Bermudas. Em sua intensidade máxima, os ventos com força de vendaval estenderam-se 160 km (100 mi) ao norte do centro. Depois de atingir seu pico, Baker enfraqueceu rapidamente em 4 de agosto e virou para o nordeste. No início do dia seguinte, recuperou um pouco de sua antiga força antes de enfraquecer. Baker nunca afetou a terra.

### Furacão Charlie
O terceiro ciclone tropical da temporada desenvolveu-se em 12 de agosto de uma onda tropical a 1,500 km (930 mi) leste-sudeste de Barbados. Após alguns dias sem desenvolvimento adicional, o sistema se intensificou na tempestade tropical Charlie em 14 de agosto, e posteriormente atravessou as Pequenas Antilhas um dia depois com ventos de 70 mph (110 km/h). Pouco depois de entrar no Mar do Caribe, a tempestade se intensificou para o status de furacão no início de 16 de agosto. Passando ao sul de Porto Rico e Hispaniola, Charlie passou por um rápido aprofundamento começando no final daquele dia, seus ventos aumentando 35 mph (56 km/h) em 24 horas. Ao se aproximar da ilha da Jamaica no início de 18 de agosto, Charlie se tornou um grande furacão e pouco depois atingiu o sul de Kingston com ventos de 201 km/h (125 mph) — equivalente a um furacão de categoria forte 3 na escala de vento de furacão Saffir-Simpson, tornando Charlie, juntamente com o furacão Gilbert em 1988, o mais forte a atingir a ilha. Na ilha, o furacão trouxe chuvas fortes até 430 mm (17 in). A combinação de ventos fortes e chuvas deixou cerca de US$ 50 milhões (1951 US$ 380 milhões 2005 USD) em colheitas e danos materiais. Em todo o país foram 152 mortes, 2.000 ferimentos e 25.000 pessoas ficaram desabrigadas; como resultado, foi considerado o pior desastre do país no século XX até que o furacão Gilbert produziu danos ainda mais caros, embora com menos mortes relatadas.
Depois de desembarcar, Charlie enfraqueceu na sua passagem sobre o centro montanhoso da Jamaica e, quando deixou a ilha, seus ventos diminuíram para 137 km/h (85 mph). Charlie mais tarde passou ao sul das Ilhas Cayman, com Grande Caimão relatando rajadas de vento de 148 km/h (92 mph). Ao fazê-lo, a tempestade começou a passar por mais um período de rápida intensificação a partir de 19 de agosto. Ele recuperou o status de grande furacão no final daquele dia e no início de 20 de agosto Charlie atingiu o pico de 210 km/h (130 mph), equivalente à categoria de baixo nível 4. Mantendo sua força, o furacão então atingiu a ponta sul de Cozumel e atingiu o continente mexicano perto de Akumal na Península de Iucatã. Os ventos fortes destruíram 70% das plantações ao longo de seu caminho, embora nenhuma morte tenha sido relatada na Península de Iucatã. Várias casas foram destruídas na região. À medida que se movia para o interior, Charlie enfraqueceu rapidamente sobre a terra, atingindo a Baía de Campeche como um furacão mínimo no início de 21 de agosto. Uma vez sobre a água, não conseguiu se intensificar por um dia inteiro, mas começou a fazê-lo no início de 22 de agosto. Ao fazê-lo, rapidamente se intensificou pela terceira e última vez, atingindo ventos de pico de 185 km/h (115 mph) antes de atingir perto da cidade de Miramar, ao norte de Tampico. Dissipou-se em 23 de agosto. O furacão trouxe fortes chuvas na região, inundando rios e causando o rompimento de barragens. Centenas de pessoas foram mortas no continente mexicano e, em todo o caminho de Charlie, os danos foram estimados em mais de US $ 75 milhões (1951 US$ 783 milhões 2022 USD). As margens externas da tempestade aumentaram o surf ao longo da costa do Texas.

### Furacão Dog
Uma onda tropical gerou uma depressão tropical em 27 de agosto a sudoeste de Cabo Verde. Ele se moveu para o oeste, eventualmente se intensificando em uma tempestade tropical no início de 31 de agosto. No dia seguinte, a tempestade foi observada pela primeira vez por caçadores de furacões, várias centenas de milhas a leste de Barbados, e foi chamada de "Dog". Naquela época, seus ventos estavam em torno de 97 km/h (60 mph), e a tempestade continuou se intensificando à medida que se aproximava das Pequenas Antilhas. Em 2 de setembro, Dog atingiu o status de furacão, atingindo seu pico de 140 km/h (90 mph) ao passar entre as ilhas de Santa Lúcia e Martinica. A tempestade, então bastante pequena em diâmetro, produziu fortes rajadas de vento de até 115 mph (185 km/h) no aeroporto de Fort-de-France na Martinica. No entanto, esse pico foi de curta duração, pois ao entrar no leste do Caribe Sea Dog começou uma tendência de enfraquecimento lenta, mas constante. Em 4 de setembro, Dog enfraqueceu para o status de tempestade tropical ao sul de Hispaniola, e no dia seguinte se dissipou no oeste do Caribe.

No norte de Santa Lúcia, a combinação de enchentes e ventos fortes destruiu 70% da safra de banana. Dois veleiros foram destruídos e outro danificado. Do outro lado da ilha, o Furacão Dog matou duas pessoas por afogamento. Os danos foram maiores na Martinica, localizada no lado norte da tempestade. Os ventos do furacão destruíram 1.000 casas e os telhados de vários outros. Árvores derrubadas bloquearam estradas e interromperam linhas de energia. Os ventos também destruíram 90% da safra de banana e 30% da cana-de-açúcar. Por toda a Martinica, Dog deixou $ 3 milhões em danos (1951 USD, $ 31.3 milhões 2022 USD) e matou cinco pessoas por afogamento. Foi considerada a "tempestade mais violenta" da Martinica em 20 anos. Inicialmente, esperava-se que o furacão atingisse a Jamaica, provocando alertas de furacão para o país, bem como ao longo da costa sul de Hispaniola. A Jamaica foi atingida pelo furacão Charlie algumas semanas antes, e a ameaça de Dog provocou evacuações costeiras e o fechamento de um aeroporto. Em última análise, Dog se dissipou e produziu apenas chuva leve na ilha.

### Furacão Easy
Furacão Easy, o ciclone tropical mais forte da temporada, foi um furacão do tipo Cabo Verde poderoso e de longa duração que se originou como uma depressão tropical em 1 de setembro entre as Pequenas Antilhas e Cabo Verde. Movendo-se geralmente para oeste-noroeste, a depressão se aprofundou em uma tempestade tropical no final daquele dia, e mais para o status de furacão em 3 de setembro. Em 5 de setembro, o ciclone atingiu seu primeiro pico de 110 mph (180 km/h), mas não conseguiu continuar se fortalecendo. Seus ventos flutuaram ao longo da manhã de 6 de setembro, mas depois retomou o fortalecimento, atingindo o status de grande furacão naquela noite. Durante este período, Hurricane Hunters voou para o furacão para monitorar seu progresso, registrando uma pressão mínima de 957 mb (28.3 inHg)    em 6 de setembro ao norte das Pequenas Antilhas. No dia seguinte, uma aeronave não conseguiu penetrar no centro, estimando ventos de 160 mph (260 km/h) ao sul do olho. Com base nisso, o Easy já foi classificado como um furacão de categoria 5 na escala Saffir-Simpson; Uma reanálise em 2015 baixou os ventos de pico para 150 km/h (240 km/h) em 8 de setembro. Isso foi baseado nos caçadores de furacões relatando uma pressão de 937 mb (27.7 inHg) no dia anterior, e um navio reportando ventos de 140 km/h (220 km/h). No momento em que a Easy atingiu o pico de intensidade, ela se voltou para o norte e nordeste, enquanto iniciava uma tendência de enfraquecimento constante.  Ele interagiu com o pequeno Furacão Fox a leste; esta foi a primeira ocorrência observada de um furacão afetando o caminho de outra pessoa. A Easy então virou para o nordeste, passando a uma curta distância a sudeste das Bermudas em 9 de setembro com ventos de 110 mph (180 km/h). Easy evoluiu para um ciclone extratropical no final de 11 de setembro, mantendo ventos com força de furacão. Os remanescentes perderam seus ventos com força de furacão em 12 de setembro, apenas para recuperá-los brevemente dois dias depois. Em 14 de setembro, a Easy perdeu sua identidade sobre o norte do Oceano Atlântico depois que foi absorvida por outra tempestade extratropical ao norte.

O Weather Bureau aconselhou as Bermudas a tomar medidas de precaução antes da tempestade; turistas e moradores "trabalharam febrilmente" para completar os preparativos, e a Força Aérea dos Estados Unidos emitiu "um aviso formal ao meio-dia". Vários hotéis e casas foram fechados. O tráfego pesado rosnou evacuações, e 100 turistas ficaram presos na ilha sem "reservas de ida e volta". As aeronaves da Força Aérea retornaram aos Estados Unidos e o pessoal garantiu várias instalações na base da ilha. Nas Bermudas, o furacão produziu ventos de apenas 50 mph (80 km/h), que derrubou algumas bananeiras. Além de afetar as Bermudas, os fortes ventos do furacão danificaram alguns navios ao longo de seu caminho.

### Furacão Fox
Na mesma época em que a Easy estava se formando, uma nova depressão tropical se desenvolveu no extremo leste do Oceano Atlântico. Movendo-se geralmente para o oeste, passou ao sul das ilhas de Cabo Verde, fortalecendo-se rapidamente na tempestade tropical Fox no início de 3 de setembro; naquela época, seu movimento virou para o oeste-noroeste. Em 5 de setembro, Fox atingiu o status de furacão, na mesma época em que foi observado pela primeira vez por navios. Dois dias depois, Hurricane Hunters relatou ventos de pico de 115 mph (185 km/h), tornando-o um grande furacão, embora de extensão muito pequena. Naquela época, a Fox interagiu com o furacão Easy a noroeste. Depois de manter ventos de pico por 12 horas, Fox começou uma tendência de enfraquecimento constante, acelerando para o norte e nordeste à frente da Easy e passando a leste das Bermudas. Em 10 de setembro, Fox, ainda com força de furacão, tornou-se extratropical entre os Açores e a Groenlândia no extremo norte do Atlântico. Virou-se para o norte e se dissipou em 11 de setembro ao largo da costa sudoeste da Islândia. Embora alguns navios tenham sido afetados pelos ventos do furacão, não houve relatos de danos.

### Tempestade tropical George
A tempestade tropical George se desenvolveu na Baía de Campeche em 19 de setembro. Movendo-se para oeste-noroeste, atingiu rapidamente ventos de pico de 60 km/h (95 km/h no final do dia seguinte, conforme relatado pelos caçadores de furacões.  George mais tarde desembarcou em 21 de setembro no México cerca de 55 mi (90 km) ao sul de Tampico como uma tempestade tropical moderada.  Antes de chegar à costa, a tempestade espalhou chuvas ao longo da costa e aumentou as ondas, causando uma morte por afogamento. George se dissipou rapidamente ao chegar à terra firme, e não houve relatos de danos.

### Furacão How
Uma onda de leste gerou uma depressão tropical no oeste do Mar do Caribe em 29 de setembro. Ele se moveu para o norte-noroeste por alguns dias antes de virar para o leste no Golfo do México central. Com base nos relatórios do Hurricane Hunter, a depressão se intensificou na tempestade tropical. 30, e continuou a se fortalecer à medida que se aproximava do sudoeste da Flórida. Em 2 de outubro, Como atingiu seu primeiro pico de 65 mph (105 km/h) pouco antes de desembarcar perto de Boca Grande, e no mesmo dia cruzou o sul da Flórida. Na época, a tempestade não estava bem organizada, e seus ventos mais fortes estavam confinados a rajadas nas Florida Keys e na costa sudeste. Os danos causados pelo vento foram menores, embora chuvas fortes tenham sido relatadas, chegando a 15,7 polegadas (40 cm) perto de onde se deslocou para terra. [27] A precipitação causou inundações significativas nas ruas, enquanto cerca de 7,000 acres (28 km2)   de campos de tomate e feijão foram inundados.

A tempestade emergiu no Oceano Atlântico entre Fort Pierce e Vero Beach, intensificando rapidamente a força do furacão em 3 de outubro. Virando para nordeste, How atingiu seu segundo e mais forte pico de 100 mph (160 km/h) em 4 de outubro quando passou perto dos Outer Banks da Carolina do Norte.  Ao longo da costa, o furacão produziu marés altas e danos menores. Posteriormente, o furacão enfraqueceu brevemente, apenas para recuperar seu pico de 100 km/h (155 km/h) em 5 de outubro. Passou a sudeste de Cape Cod antes de virar mais para leste-nordeste, causando o fechamento de estradas devido às marés altas. Offshore, o furacão afundou um navio, matando 17 pessoas. Ainda com força de furacão, How se tornou uma tempestade extratropical em 6 de outubro, e alguns dias depois fez uma curva para nordeste. O ciclone extratropical mais tarde atingiu a Islândia com ventos com força de furacão em 9 de outubro. Alguns dias depois, os restos de How se dissiparam no extremo norte do Atlântico. No geral, o furacão How causou cerca de US $ 2 milhões (1951 USD, $ 20.9 milhões 2022 USD) em danos.

### Tempestade tropical Item
Uma depressão tropical se formou no sudoeste da Jamaica em 12 de outubro. Um pequeno sistema, moveu-se para noroeste e intensificou-se em Tropical Storm Item em 13 de outubro. Virou-se para o norte e no dia seguinte atingiu ventos de pico de 65 mph (105 km/h) depois de passar pelas Ilhas Cayman. Com base nas observações dos caçadores de furacões, o Item foi atualizado para o status de furacão em tempo real, embora uma reanálise em 2015 tenha reduzido os ventos de pico para 65 km/h (100 km/h.  Item perdeu o status de tempestade tropical em 16 de outubro à medida que derivou para o noroeste. Continuando uma tendência de enfraquecimento lento, passou a leste da Isla de la Juventud antes de atingir o oeste de Cuba como uma depressão tropical em 17 de outubro. Mais tarde naquele dia, ele se dissipou no sudeste do Golfo do México. 
A ameaça do furacão levou a tomar precauções em algumas partes de Cuba. Além disso, avisos de tempestade foram publicados em Florida Keys, sul da Flórida continental, bem como nas Bahamas. No entanto, nenhum dano foi relatado.

### Furacão Jig
Um dos últimos ciclones tropicais da temporada se formou em 15 de outubro a nordeste das Bahamas. Embora listado como uma tempestade tropical, provavelmente teria sido classificado como um ciclone subtropical a partir da década de 1970, mas não pôde ser classificado como tal devido à falta de imagens de satélite para provar seu status. Dado o nome de "Jig", moveu-se para nordeste, rapidamente atingindo o status de furacão com ventos de 75 120 km/h km/h), que manteve por um dia inteiro. Em 16 de outubro, Jig começou uma tendência de enfraquecimento lento, enfraquecendo abaixo da força do furacão e virando acentuadamente para nordeste. Durante este tempo, a tempestade fez sua maior aproximação ao sudeste dos Estados Unidos, passando bem a sudeste do Cabo Hatteras.  Enquanto no mar, a tempestade aumentou o surf ao longo das costas da Carolina do Norte e da Virgínia, provocando alertas de tempestade. Início de 18 de outubro, Jig tornou-se extratropical com ventos de 70 mph (110 km/h) e iniciou uma volta no sentido anti-horário sobre o Atlântico ocidental. No dia seguinte, virou para sudeste antes de se dissipar cerca de 370 km (230 mi) ao sul das Bermudas em 20 de outubro.

### Furacão Twelve
No início de dezembro, uma frente fria passou ao norte das Bermudas. Uma perturbação ao longo da frente começou a girar em 2 de dezembro, evoluindo para uma pequena mas poderosa tempestade extratropical no dia seguinte. No final de 3 de dezembro, a tempestade atingiu ventos com força de furacão e tornou-se cada vez mais o sistema dominante dentro da ampla região frontal. Um cume a leste virou esta tempestade para o sudoeste. Os ventos diminuíram abaixo da intensidade do furacão em 5 de dezembro, e ao mesmo tempo a estrutura interna tornou-se mais tropical à medida que as características frontais se dissipavam. Durante este tempo, os navios da região relataram ventos fortes, principalmente para o norte. O aumento da temperatura da água alimentou a instabilidade atmosférica, provavelmente causando um aumento na convecção, e o sistema foi potencialmente um ciclone subtropical em 6 de dezembro, enquanto localizado a cerca de 1.015 mi (1.635 km) leste-nordeste das Bermudas. Um navio próximo registrou uma pressão mínima de 987 mbar (29.1 inHg) nessa época. Depois que a tempestade virou para sudeste, um navio na região relatou ventos de 75 km/h (120 km/h) próximo ao centro e uma pressão de 995 mbar (29.4 inHg), enquanto uma estação meteorológica indicou que o sistema tinha um núcleo quente. Os dados sugeriram que o sistema se tornou um furacão totalmente tropical às 12:00 UTC em 7 de dezembro, e que provavelmente evoluiu para uma tempestade tropical seis horas antes. Às 18:00 UTC naquela noite, o furacão atingiu ventos de pico de 80 km/h (130 km/h).
Em 8 de dezembro, o furacão virou para o leste e enfraqueceu em uma tempestade tropical, dirigida por uma calha que se aproximava. No dia seguinte, a tempestade acelerou para leste-nordeste em direção aos Açores. No final de dezembro No dia 10 de janeiro, a tempestade deslocou-se pelos Açores como uma tempestade tropical, embora estivesse a reverter para uma tempestade extratropical na altura. Às 06:00 UTC em dezembro Em 11 de outubro, o sistema voltou a ser extratropical depois de se juntar a uma frente fria próxima. Provavelmente se fundiu com outra tempestade não tropical a leste em 12 de dezembro, embora seja possível que o antigo furacão tenha permanecido um sistema distinto. Um cume de construção perto da Espanha forçou o sistema extratropical para o sudeste, eventualmente se dissipando depois de desembarcar no Marrocos em 15 de dezembro.

## Nomes de tempestades
Esses nomes foram usados para nomear tempestades durante a temporada de furacões no oceano Atlântico de 1951. Como esta temporada tinha os mesmos nomes e era menos ativa que 1950, nenhum desses nomes foi usado pela primeira vez. Os nomes que não foram atribuídos são marcados em cinzento.
| - Able - Baker - Charlie - Dog - Easy - Fox - George | - How - Item - Jig - King (sem usar) - Love (sem usar) - Mike (sem usar) - Nan (sem usar) | - Oboe (sem usar) - Peter (sem usar) - Queen (sem usar) - Roger (sem usar) - Sugar (sem usar) - Tare (sem usar) | - Uncle (sem usar) - Victor (sem usar) - William (sem usar) - Xray (sem usar) - Yoke (sem usar) - Zebra (sem usar) |